# Kita no misaki - Cap du nord
Kita no misaki - Cap du nord es una película japonesa dirigida por Kei Kumai (1976) y protagonizada por Claude Jade en el papel de Marie-Thérèse y por Go Kato en el papel Mitsuo Ono.

## Sinopsis
Una joven monja misionera suiza, Marie-Thérese, se enamora de un misterioso ingeniero japonés cuya conciencia está lastrada por la culpabilidad de una muerte. Del encuentro, que se produce a bordo de un barco que hace la travesía entre Marsella, en el sur de Francia, y Yokohama, ciudad lindante con Tokio, nace un amor sin futuro.
- Datos: Q488393